# Liubov Tiúrina
Liubov Nikolàievna Tiúrina (en rus: Любовь Николаевна Тюрина; Moscou, 25 d'abril de 1943 - 23 d'octubre de 2015) va ser una voleibolista russa, campiona olímpica amb la Unió Soviètica en els Jocs Olímpics de 1972 celebrats en Múnic, Alemanya. També va guanyar la medalla d'or en el Campionat Mundial de Voleibol Femení de 1970 celebrat a Varna, Bulgària.